# محوطه بریس ۳
محوطه بریس ۳ مربوط به دوره اشکانیان است و در شهرستان سرباز، بخش مرکزی، دهستان پارود، روستای بریس واقع شده و این اثر در تاریخ ۲۷ اسفند ۱۳۸۷ با شمارهٔ ثبت ۲۶۲۲۹ به‌عنوان یکی از آثار ملی ایران به ثبت رسیده است.